# Demonología

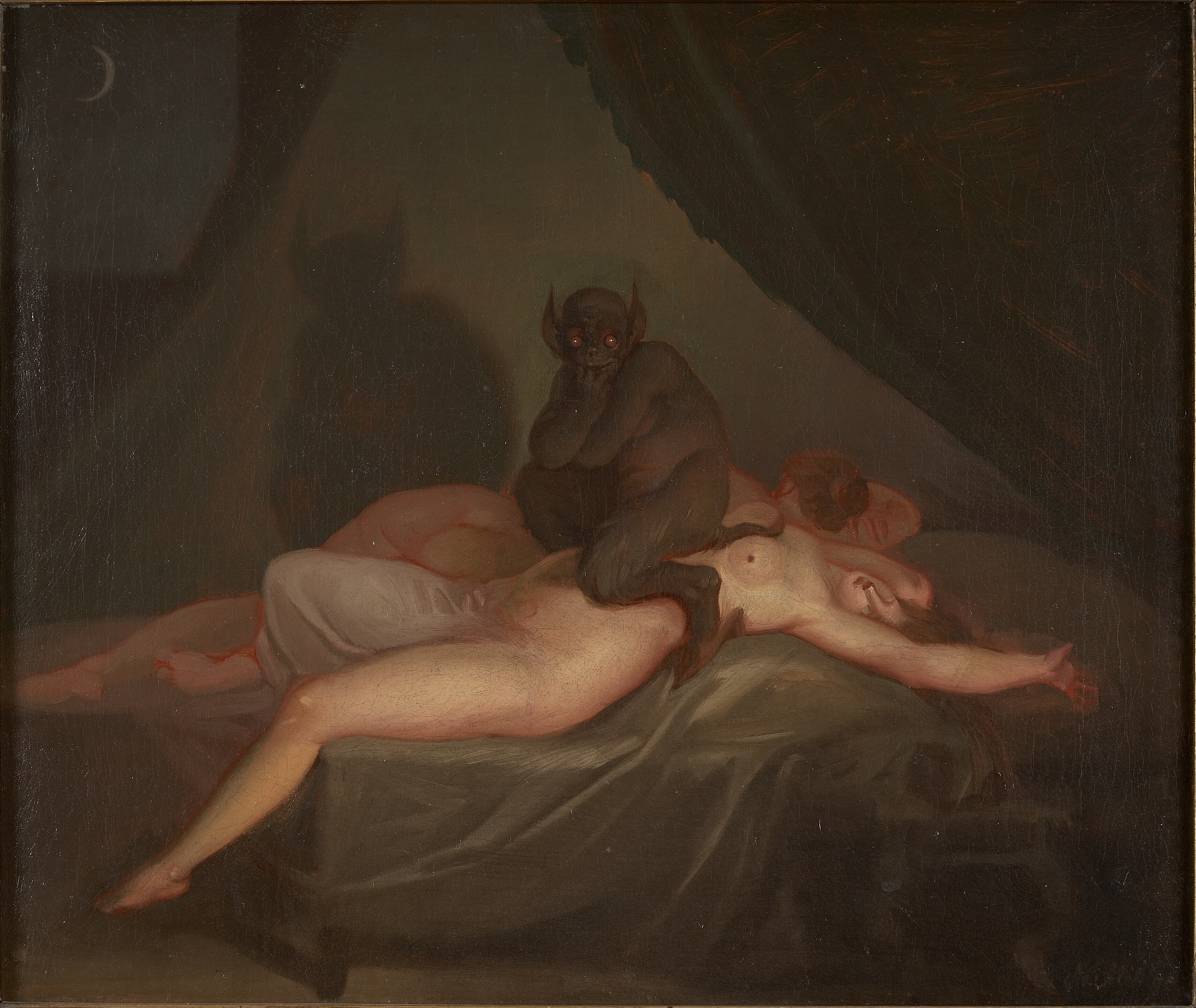
Pesadilla (1800) por Abildgaard. La pesadilla (1781) por Johann Heinrich Füssli.

Demonología es la rama de la teología que se encarga de estudiar a los demonios y sus relaciones, haciendo alusiones a sus orígenes y su naturaleza.
El origen etimológico de la palabra demonología lo encontramos en el griego y más exactamente en la unión de dos palabras. Por un lado, está daimon que significa “genio” o “demonio” y por otro logía, que vendría a traducirse como “ciencia”. De esta manera se determinaría que la demonología es la ciencia que estudia la naturaleza o las cualidades que tiene el demonio.
Este término se es empleado para estudiar a profundidad el comportamiento de lo paranormal dentro de un margen bíblico en virtud de los parámetros Sacerdotales en la mayoría de las ocasiones. Los laicos también pueden estudiar esta rama pero es poco común que suceda.

## Orígenes
La demonología confecciona listados que intentan nombrar y establecer una jerarquía de espíritus maléficos. Así, la demonología es el opuesto de la angelología, la cual intenta recopilar la misma información al respecto de los buenos espíritus.
En el cristianismo, los demonios son ángeles caídos, así que se puede considerar la demonología como una rama de la angelología. En Lucas 8,1-3 menciona que algunas de sus seguidoras (como María Magdalena) habían estado endemoniadas.
Sin embargo, muchas bases de datos demonológicas son conocimientos a aquellos supuestamente capaces de invocar tales entidades, incluyendo las instrucciones sobre cómo convocarlos y, en el mejor de los casos, someterlos a la voluntad del conjurador.
Los grimorios de magia oculta son aquellos tomos que contienen los conocimientos acerca de esta faceta de la demonología, más de una vez estudiada por aquellos que debían perseguir y juzgar a diabolistas y brujas.
La manifestación histórica más notable de la demonología cristiana occidental fue el Malleus maleficarum (1486) (del latín: Martillo de las Brujas), de los dominicos inquisidores Jakob Sprenger y Heinrich Kramer, que sostuvo la existencia y el poder de la brujería como parte integral de la fe católica y de un peligro real para los fieles, aparte de ofrecer en su tratado toda clase de formas de reconocer y procesar una bruja, convirtiéndose así en la inspiración de las posteriores cazas de brujas realizadas por católicos y protestantes durante los siglos XVI y XVII.
Es la primera fuente a consultar para cualquier comprensión de la historia y la naturaleza de la brujería del satanismo.

## Demonología y religión
La existencia de una entidad sobrenatural maléfica que actúa en contraposición a la voluntad de un Dios benévolo es uno de los ejes centrales tanto en el cristianismo como en el Islam. Dichos credos adoptan la figura de Satán del judaísmo, que para el islam es Shaytán o Iblís.

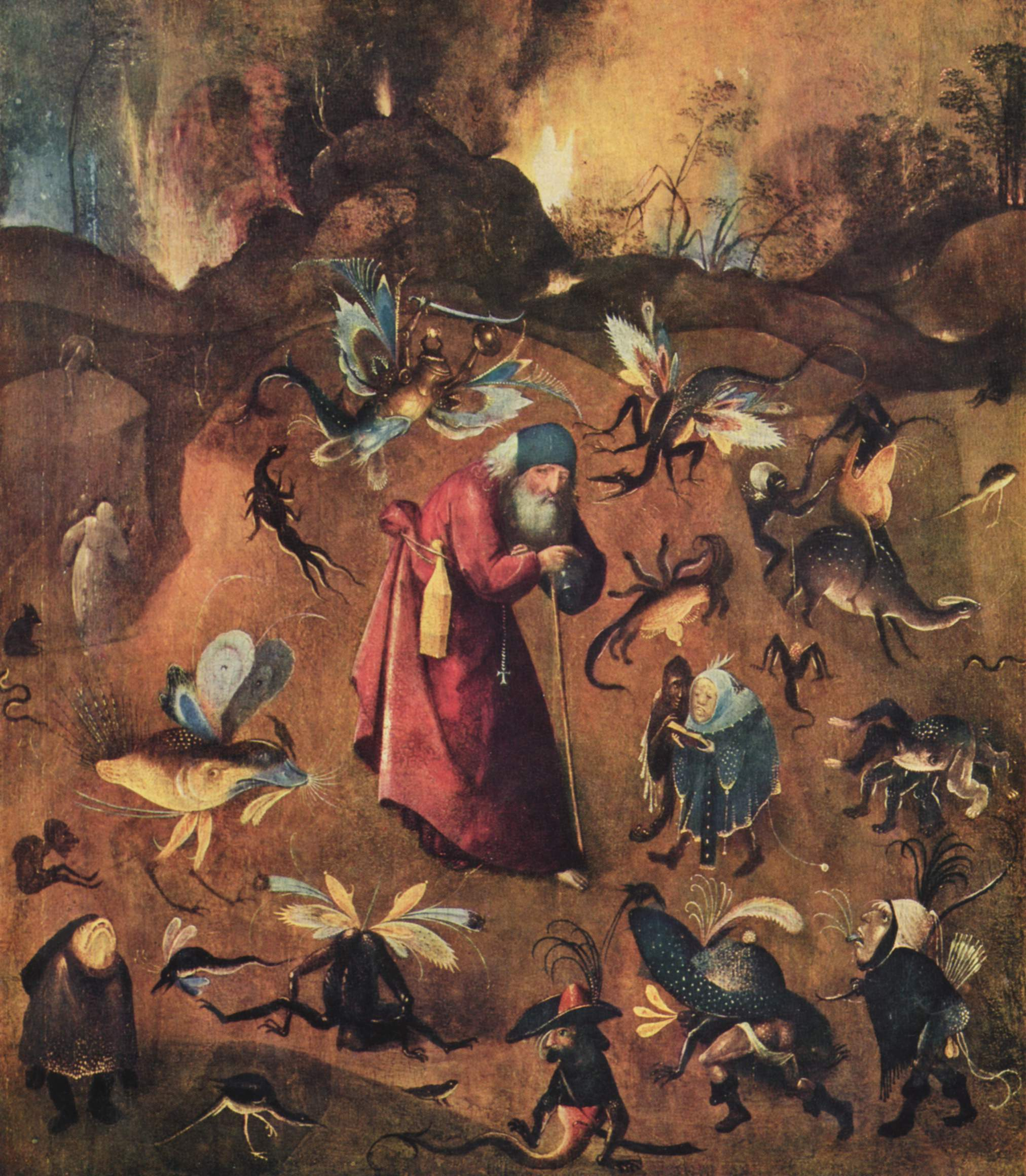
Las tentaciones de San Antonio por Hieronymus Bosch.

Tal contraste también se aprecia en el zoroastrismo, en el cual un dios benévolo conocido como Ahura Mazda se encuentra envuelto en una batalla cósmica con una deidad maligna llamada Angra Mainyu. Esta confrontación dualista, en verdadera igualdad de condiciones, se mantiene intacta en el corpus del maniqueísmo y las doctrinas de diversos grupos heréticos como los bogomilos búlgaros.
El Nuevo Testamento afirma explícitamente la existencia de espíritus adversos menores, así como también lo hace el Corán, si bien este último hace mención a una tercera raza creada (ni ángeles ni demonios), los yinnūn (plural de yinn), de carácter amoral y conocidos en Occidente como genios, aunque no siempre son malignos.
El Antiguo Testamento presenta a Satán como un ángel bajo la autoridad de Dios, que actúa a modo de tentador, buscando la duda sobre la virtud de Job, y provocando todos los males. Esto se debe a que el mismo concepto del monoteísmo, así como el judaísmo proviene del mismo ámbito de influencia cultural con otras culturas semíticas y el politeísmo que compartieron hasta que fueron conocidos como el pueblo elegido y abrazaron el culto único.
El territorio denominado Sheol, analogable al infierno, es, de hecho, bastante moderno en la sistemática rabínica. En rigor, hay que entender al Sheol más en el sentido de tumba (en cuanto última morada que como el infierno).
Algunas ramas del budismo postulan la existencia de infiernos habitados por demonios que atormentan a los pecadores y tientan a los mortales, o actúan para perturbar su iluminación. También el hinduismo contiene narraciones de combates entre dioses y una serie de adversarios, como el del dios Indra y el asura Vritra.
En ambos casos citados no hay una especial atención a la organización de las huestes que encarnan el mal, por lo que no se puede hablar de demonología como tal, si bien su historia sagrada es tanto o más rica que las tres grandes religiones monoteístas.
En la antroposofía, su fundador Rudolf Steiner describe la potencia de Lucifer como algo que incita el humano a todas las exaltaciones, los falsos misticismos, el orgullo de elevarse sin frontera y la de su opuesto Ahriman (equivalente de Satán) como algo que incita el humano a las supersticiones materialistas.

### Doctrina sobre el diablo en la Iglesia católica
En el Concilio de Éfeso del 431, contra el nestorianismo, se habla de que el ser humano puede sufrir las insidias del diablo aunque esté bautizado y que necesita la ayuda de Dios para vencerlas.
En el siglo VI el papa Vigilio dictó una serie de cánones contra ciertas creencias de Orígenes, en los que se especifica que Cristo no volverá a ser crucificado para la salvación de los demonios y que el Infierno para los hombres impíos y los demonios es eterno.
En el II Concilio de Braga, del 561, se considera anatema a quien siga determinadas tesis de Maniqueo y Prisciliano. Se especifica que Satanás fue primero un ángel bueno hecho por Dios que se rebeló y que no surgió como sustancia del mal. También se indica que Satanás no crea criaturas y que no crea por su propia autoridad sequías o tormentas. Finalmente, se aclara que la concepción de las personas como seres carnales no es cosa del Diablo y se subraya la creencia en la resurrección de la carne. Esta creencia en que lo material es cosa del diablo fue recuperada en el siglo X por los bogomilos de Bulgaria y continuada por los cátaros en los siglos XII y XIII en Occitania.
El papa Pelagio II escribió, hacia el 585, una carta a obispos cismáticos de Istria para que volviesen a la Iglesia católica, argumentando que la fe de Pedro no podía fallar pese a las acciones del demonio porque Jesucristo rogaba por él para que su fe no desfalleciera, como se indica en Lucas 22:31-32. Del mismo modo, se considera el cisma fruto de la cizaña sembrada por el diablo, como se indica en Mateo 13:25. En este documento se señala también que, como se indica en Mateo 16:18, las puertas del infierno no prevalecerán contra la Iglesia.
En el Concilio de Letrán del 649 se indicó que la herejía monotelita era un operación del diablo.
El papa Adriano I escribió en el 739 a los obispos de Francia y España contra determinadas herejías que rebajaban a Jesús a la categoría de siervo y sujeto a las miserias humanas. En este documento, titulado Si tamen licet, se señala que Cristo libró a a la humanidad de la esclavitud del demonio.